# Сульфурил хлорид фторид
Сульфурил хлорид фторид — хімічна сполука з формулою SO2ClF. Це безбарвний газ, який легко конденсується. Має тетраедричну молекулу.
Зріджений хлорид фторид сульфурил використовується як розчинник сильноокислювальних сполук.

## Підготовка
Синтез в лабораторних масштабах починається з отримання фторсульфіту калію:
SO2 + KF → KSO2F
Цю сіль потім хлорують, щоб отримати хлорид фторид сульфурилу
KSO2F + Cl2 → SO2ClF + KCl
Подальший нагрів (180 °C) фторсульфіту калію з хлорид-фторид сульфурилом дає сульфурил фторид.
KSO2F + SO2ClF → SO2F2 + KCl + SO2
Як варіант, хлорид-фторид сульфурилу можна отримати без використання газів як вихідних матеріалів шляхом обробки сульфурил хлориду фторидом амонію або фторидом калію в трифтороцтовій кислоті.
SO2Cl2 + NH4F → SO2ClF + NH4Cl